# 드라고라 GNU/리눅스 리브레
드라고라(Dragora GNU/Linux-Libre)는 아르헨티나의 리눅스 배포판이다. 슬랙웨어와 몇 가지 유사점을 공유하는 스크래치부터 완전히 새롭게 작성되었다. 업그레이드와 패키지를 설치, 삭제, 업그레이드, 생성할 수 있는 매우 단순한 패키지 시스템을 가지고 있다. 초보 사용자에게는 드라고라를 사용하는 것이 조금 어려울 수도 있다. 드라고라는 자유 소프트웨어 재단에 의해 승인된 "완전 무료 GNU/리눅스 배포판" 중 하나이다. 무료 소프트웨어를 포함하고 있으며, 리눅스 리브레 커널을 사용한다. 드라고나는 KISS(Keep it simple, stupid) 원칙에 기초하고 있으며, 제작자들은 드라고라가 강력할 것이라고 믿고 있다. 드라고라는 웹 사이트에서 다운로드 하거나 CD를 구입할 수 있다.

## 같이 보기
- 리눅스 배포판 비교
- GNU/리눅스 이름 논란